# Thompson-Halbinsel
Die Thompson-Halbinsel ist eine 5 km lange Halbinsel im Nordosten der Anvers-Insel im Palmer-Archipel vor der Westküste der Antarktischen Halbinsel. Sie markiert die Nordseite der Einfahrt zur Fournier-Bucht.
Der Falkland Islands Dependencies Survey (FIDS) nahm zwischen 1955 und 1957 Vermessungen vor. Das UK Antarctic Place-Names Committee benannte sie 1959 nach John Whiteside Thompson (* 1928), Vermessungsassistent und Bergsteiger des FIDS auf der Station am Arthur Harbour im Jahr 1956, die er 1957 geleitet hatte.